# Blang Punteut
Blang Punteut is een bestuurslaag in het regentschap Lhokseumawe van de provincie Atjeh, Indonesië. Blang Punteut telt 1160 inwoners (volkstelling 2010).